# Marco Antonio Merchán Ladino
Marco Antonio Merchán Ladino (ur. 28 kwietnia 1970 w Monguí) – kolumbijski duchowny katolicki, biskup Vélez w latach 2016–2023, biskup Neivy od 2023.

## Życiorys
Święcenia kapłańskie otrzymał 23 listopada 1996 z rąk nuncjusza - arcybiskupa Paolo Romeo i został inkardynowany do diecezji Duitama-Sogamoso. Pracował głównie jako duszpasterz parafialny, był także m.in. delegatem biskupim ds. duszpasterstwa rodzin, wikariuszem sądowym oraz wikariuszem generalnym diecezji.
26 października 2016 papież Franciszek mianował go ordynariuszem diecezji Vélez. Sakry udzielił mu 3 grudnia 2016 ówczesny nuncjusz apostolski w Kolumbii – arcybiskup Ettore Balestrero.
14 kwietnia 2023 ten sam papież przeniósł go na urząd biskupa diecezjalnego Neivy.